# Здание городского банка (Чернигов)
Здание городского банка — памятник архитектуры местного значения в Чернигове. В настоящее время в здании размещается Управление Национального банка Украины в Черниговской области.

## История
Решением исполкома Черниговского областного совета народных депутатов от 09.02.1996 № 91 присвоен статус памятник архитектуры местного значения с охранным № 77-Чг.
Здание имеет собственную «территорию памятника» и расположено в «комплексной охранной зоне памятников исторического центра города», согласно правилам застройки и использования территории. На здании установлена информационная доска.

## Описание
Кирпичный, 3-этажный на цоколе, Т-образный в плане дом. По бокам от входа фасада расположено по три полуколонны, которые завершаются прямоугольными фронтонами, а за ними расположен аттик, где сейчас размещается эмблема нацбанка. Фасад направлен на северо-восток к улице Кирпоноса и Красной площади. На торцевом фасаде по обе стороны двух центральных окон расположены по одной полуколонне, завершающиеся прямоугольным фронтоном. Окна прямоугольные, окна первого этажа увенчаны сандриками.
В 1806 году был построен одноэтажный дом с ротондой для магистрата, в 1866 году был надстроен второй этаж. В 1930-е годы этот дом был ещё раз перестроен: разобрав ротонду, был надстроен третий этаж.
Здесь была расположена Городская дума. В ноябре 1874 года было получено разрешение Министерства финансов на открытие городского банка, а в декабре было избрано правление во главе с А. П. Карпинским. 19 ноября 1875 года Черниговский городской банк начал свои операции, разместившись в здании думы. 22 января 1919 года на основании декрета Временного рабоче-крестьянского правительства Украины был национализирован. После 1919 года — областная контора Государственного банка. После Великой Отечественной войны, в 1948 году здание было вновь отстроено. Сейчас в здании размещается Управление Национального банка Украины в Черниговской области.
На фасаде доме установлена мемориальная доска (с барельефом) Василию Михайловичу Хижнякову — черниговскому городскому главе (1875—1887), у фасада напротив мемориальной доски расположен информационный стенд.